# Sospettati di omicidio
Sospettati di omicidio (Gone in the Night) è una miniserie televisiva in due puntate del 1996, diretta da Bill L. Norton e con protagonisti Shannen Doherty e Kevin Dillon.
Basata su un fatto realmente accaduto negli Stati Uniti nel settembre 1988, la tragica scomparsa di Jaclyn Dowaliby, rapita e ritrovata senza vita dopo 5 giorni di ricerche, la miniserie racconta la storia di come i genitori della bambina, Cynthia e David, vennero accusati del falso rapimento e dell'omicidio della figlia.
Trasmessa negli Stati Uniti il 25 e 27 febbraio 1996 sulla rete CBS, in Italia è andata in onda in un'unica serata su Canale 5 il 16 dicembre 1998.

## Trama
Il 14 settembre 1988, Jaclyn Dowaliby, una bambina di sette anni, viene rapita dalla sua casa di Chicago durante la notte. Due anni dopo, nel 1990, Cynthia e David Dowaliby, madre e patrigno della bambina, vengono processati per l'omicidio della figlia. Ma mentre Cynthia viene assolta dal giudice per mancanze di prove, David viene condannato a 45 anni di reclusione. Come prova a conferma della sua colpevolezza, viene sottoposta alla giuria una fotografia di un armadio della loro casa, sulla cui porta risultano profondi ed evidenti fori di pugni. Ma in seguito viene provato che i fori erano già presenti sul mobile da prima che David si trasferisse ad abitare con la moglie e la figliastra. Nel 1991, dopo il ricorso della corte d'appello dell'Illinois, la condanna dell'uomo viene annullata. L'omicidio di Jaclyn rimane ancora oggi irrisolto.